# Red Karaoke
Red Karaoke fue una red social que permitía a los usuarios cantar y grabar sus propias versiones de canciones populares, y compartirlas en audio o vídeo en la red social, o en plataformas externas como YouTube, Facebook o Instagram entre otras. El resto de usuarios de la comunidad podían ver los vídeos y escuchar las interpretaciones, comentarlas, marcarlas con un ‘me gusta’ y/o convertirse en seguidores del cantante. 
Red Karaoke fue el primer servicio de karaoke en línea del mundo, y el que definió la categoría con su función de grabar y su apuesta por el formato de red social. Su nombre es un juego de palabras: aunque en países de habla inglesa es conocido como el karaoke “rojo” (“red” significa rojo en inglés), sus fundadores quisieron crear una “red" de aficionados al karaoke. El servicio estaba disponible para computadoras a través de su web, así como en aplicaciones para móviles y tabletas, y de televisión inteligente o smartTV. 

## Historia
Su desarrollo dio comienzo en 2005, y tras dos años la web vio la luz en abril de 2007, convirtiéndose en el primer servicio en ofrecer la posibilidad de reproducir karaokes  en streaming, y también en el primer karaoke que permitía a los usuarios realizar y publicar sus grabaciones desde un navegador, sin necesidad de software añadido. 
La empresa fue fundada por los hermanos españoles Miguel A. Díez Ferreira y Richard Díez Ferreira, previamente también cofundadores de Ya.com, que se inspiraron en el videojuego SingStar para su desarrollo. 
En el año 2011 la empresa lanzó sus aplicaciones móviles para dispositivos iOS (iPhone y iPad), Android y Windows Phone, así como aplicaciones para distintas marcas de smartTV como Samsung, LG o Panasonic entre otras. El día 21 de julio de 2019 cerró por problemas de viabilidad del proyecto, dando a sus clientes la oportunidad de descargar sus canciones y videos.